# Bołdyn (powieść)
Bołdyn – powieść Jerzego Putramenta z 1969 roku, ukazująca wojnę bez patosu i jej negatywny wpływ na psychikę człowieka.
Głównym bohaterem jest młody człowiek, który trafia do oddziału partyzanckiego dowodzonego przez Bołdyna. Szybko zastaje adiutantem legendarnego dowódcy. Przekonuje się, że Bołdyn, szanowany przez żołnierzy, jest w rzeczywistości autokratą zajętym kultywowaniem swojej władzy i coraz bardziej popada w obłęd. Nie chcąc mu się narażać, podwładni dostarczają mu fałszywe meldunki o sytuacji, co z kolei powoduje fatalne dla oddziału decyzje.

## Ekranizacja powieści
Na podstawie powieści w 1981 r. nagrany został film fabularny w reżyserii Ewy i Czesława Petelskich, pod tym samym tytułem. W rolę tytułowego bohatera legendarnego generała Bołdyna wcielił się Wirgiliusz Gryń.